# Балф, Лорн
Лорн Балф (англ. Lorne Balfe; 23 февраля 1976 года, Инвернесс, Шотландия) — шотландский композитор, специализирующийся в написании музыки к кинофильмам и компьютерным играм. Лорн Балф работает в компании Remote Control Productions под руководством Ханса Циммера, вместе с которым написал музыку ко многим фильмам и играм.

## Дискография
В таблице представлена неполная фильмография.
| Название                                          | Тип продукта              | Год выхода | Комментарий                                                              |
| ------------------------------------------------- | ------------------------- | ---------- | ------------------------------------------------------------------------ |
| Вес победы                                        | художественный кинофильм  | 2024       |                                                                          |
| Миссия невыполнима: Смертельная расплата. Часть 1 | художественный кинофильм  | 2023       |                                                                          |
| Чёрный Адам                                       | фильм                     | 2022       |                                                                          |
| Человек против пчелы                              | сериал                    | 2022       |                                                                          |
| Скорая                                            | художественный кинофильм  | 2022       |                                                                          |
| Лига монстров                                     | мультфильм                | 2021       |                                                                          |
| Тихая ночь                                        | художественный кинофильм  | 2021       |                                                                          |
| Чёрная Вдова                                      | художественный кинофильм  | 2021       |                                                                          |
| Война будущего                                    | художественный кинофильм  | 2021       |                                                                          |
| Прощённый                                         | художественный кинофильм  | 2021       |                                                                          |
| Птица в клетке. Заражение                         | художественный кинофильм  | 2020       |                                                                          |
| Плохие парни навсегда                             |                           | 2020       |                                                                          |
| Тёмные начала                                     | телесериал                | 2019       |                                                                          |
| Гемини                                            | художественный кинофильм  | 2019       |                                                                          |
| Жёны героев                                       | художественный кинофильм  | 2019       |                                                                          |
| Плач                                              | мини-сериал               | 2018       |                                                                          |
| Миссия невыполнима: Последствия                   | художественный кинофильм  | 2018       |                                                                          |
| Призрак в доспехах                                | художественный кинофильм  | 2017       |                                                                          |
| Проект «Флорида»                                  | художественный кинофильм  | 2017       |                                                                          |
| Лего Фильм: Бэтмен                                | мультфильм                | 2017       |                                                                          |
| Истории о Боге                                    | документальный телесериал | 2016       |                                                                          |
| Сыны свободы                                      | телесериал                | 2016       |                                                                          |
| Терминатор: Генезис                               | художественный кинофильм  | 2015       | Заменяет Кристофа Бека.                                                  |
| Сын Божий                                         | художественный кинофильм  | 2014       | вместе с Хансом Циммером.                                                |
| Библия                                            | мини-сериал               | 2013       | вместе с Хансом Циммером.                                                |
| Beyond: Two Souls                                 | компьютерная игра         | 2013       | вместе с Хансом Циммером. Заменяют Нормана Корбея                        |
| Не просто счастливый конец                        | художественный фильм      | 2013       |                                                                          |
| Assassin's Creed III                              | компьютерная игра         | 2012       |                                                                          |
| Assassin's Creed: Revelations                     | компьютерная игра         | 2011       | совместно с Йеспером Кюдом                                               |
| Crysis 2                                          | компьютерная игра         | 2011       | вместе с Хансом Циммером                                                 |
| Дилемма                                           | художественный кинофильм  | 2011       | вместе с Хансом Циммером                                                 |
| Мегамозг                                          | мультфильм                | 2010       | вместе с Хансом Циммером                                                 |
| Начало                                            | художественный кинофильм  | 2010       | вместе с Хансом Циммером                                                 |
| Verizon 4G/LTE Lightning Bolt Commercial          | рекламный ролик           | 2010       | фоновая музыка                                                           |
| Ironclad                                          | художественный кинофильм  | 2010       | основной композитор                                                      |
| Assassin's Creed: Brotherhood                     | компьютерная игра         | 2010       | трейлер к игре                                                           |
| Сэлинджер                                         | документальный фильм      | 2010       |                                                                          |
| Call of Duty: Modern Warfare 2                    | компьютерная игра         | 2009       | вместе с Хансом Циммером                                                 |
| Ангелы и демоны                                   | художественный кинофильм  | 2009       | вместе с Хансом Циммером                                                 |
| Шерлок Холмс                                      | художественный кинофильм  | 2009       | вместе с Хансом Циммером                                                 |
| Смех сквозь слёзы                                 | художественный кинофильм  | 2009       |                                                                          |
| World War II in HD                                | документальный фильм      | 2009       |                                                                          |
| Мадагаскар 2                                      | мультфильм                | 2008       | вместе с Хансом Циммером (Additional Music)                              |
| Фрост против Никсона                              | художественный кинофильм  | 2008       | вместе с Хансом Циммером (Additional Music — Additional Recordings)      |
| Тёмный рыцарь                                     | художественный кинофильм  | 2008       | вместе с Хансом Циммером и Джеймсом Ньютоном Ховардом (Additional Music) |
| Железный человек                                  | художественный кинофильм  | 2008       | вместе с Рамином Джавади (Additional Music)                              |
| Пылающая равнина                                  | художественный кинофильм  | 2008       | вместе с Хансом Циммером и Омаром Родригес-Лопес (Солист)                |
| Пираты Карибского моря: На краю Света             | художественный кинофильм  | 2007       | вместе с Хансом Циммером (Additional Music)                              |
| Симпсоны в кино                                   | мультфильм                | 2007       | вместе с Хансом Циммером (Additional Music)                              |
| Би Муви: Медовый заговор                          | мультфильм                | 2007       | вместе с Рупертом Грегсон-Уильямсом (Additional Music)                   |
| Пираты Карибского моря: Сундук мертвеца           | художественный кинофильм  | 2006       | вместе с Хансом Циммером (Additional Music)                              |
| Код да Винчи                                      | художественный кинофильм  | 2006       | вместе с Хансом Циммером (Additional Music)                              |
| Отпуск по обмену                                  | художественный кинофильм  | 2006       | (Additional Music)                                                       |
| Бэтмен: Начало                                    | художественный кинофильм  | 2005       | программирование музыки                                                  |
| Уоллес и Громит: Проклятие кролика-оборотня       | мультфильм                | 2005       | вместе с Джулианом Ноттом (Additional Music)                             |
| Детектив                                          | телесериал                | 2005       | Additional Music                                                         |
| Принц и Папарацци                                 | телесериал                | 2005       | Additional Music                                                         |
| Kein Himmel über Afrika                           | телесериал                | 2005       | Additional Music                                                         |
| Battlefield 2: Modern Combat                      | компьютерная игра         | 2005       | Additional Music                                                         |
| Отель «Руанда»                                    | художественный кинофильм  | 2005       | программирование музыки                                                  |
| Долгая дорога вокруг света                        | документальный телесериал | 2004       | Additional Music                                                         |
| Sterne leuchten auch am Tag                       | телесериал                | 2004       | Additional Music                                                         |
| La Torcedura                                      | короткометражный фильм    | 2004       | Additional Music                                                         |
| Король Артур                                      | художественный кинофильм  | 2004       | вместе с Хансом Циммером (Additional Music)                              |
| Laura's Star                                      | художественный кинофильм  | 2004       | вместе с Хансом Циммером (Additional Music)                              |
| Уимблдон                                          | художественный кинофильм  | 2004       | вместе с Эдвардом Шермуром (Additional Music)                            |
| Зоопарк в обувной коробке                         | телесериал                | 2004       |                                                                          |